# 吉川征治
吉川征治( よしかわ せいじ、1940年12月12日 - ）は、日本の実業家。エックスネットの創業者、初代社長である。

## 経歴・人物
1940年生まれ。山口県の出身である。1959年3月に山口県立山口高等学校を卒業。1963年3月に山口大学工学部を卒業。同年4月に宇部興産に入社。1971年4月に野村総合研究所に入社、1986年4月に野村證券に移り株式開発室長等を歴任した。1991年6月、機関投資家向けに有価証券管理システムを提供するエックスネットを設立し、社長に就任した。また、2004年12月に日本ユニシスと共に合弁会社UXを設立し、2005年から事業活動を開始した。

## 著者・研究
- 『明日に駈ける エックスネット?吉川征治・エックスネット社長 日本のシステム商売はおかしい‘‘職人’’の議論ではお客は分からない』( 日経ソリューションビジネス 第221号 2005年)[3]
- 吉川征治, 伊地知克哉「公開企業の経営者に聞く 創業とキャッシュフロー経営 吉川征治 (特集 商法改正とコーポレート・ガバナンス)」『企業診断』第49巻第7号、同友館、2002年7月、44-51頁、NAID 40000625240。